# Niue
Niue je otočna država u južnom Pacifiku, u blizini Tonge i 2.400 km sjeveroistočno od Novog Zelanda. Od 1974. je samostalni teritorij ugovorom povezan s Novim Zelandom. 

## Zemljopis
Niue ima površinu od 260 km² i 13 naselja. Otok je najveći uzdignuti koraljni atol na svijetu.

## Stanovništvo
Niue ima 2.166 stanovnika (stanje srpanj 2005. Zbog snažnog iseljavanja u Novi Zeland, od 1966. se broj stanovnika smanjio za više od 50%. Niujci (Niueanci) govore vlastitim polinezijskim jezikom koji je najbliži tonganskom. Uz njega, kao drugi jezik se govori engleski.
Niueanci, polinežanski narod, danas (2006) broje u domovini tek 1,200 duša, no zato ih na Novom Zelandu ima 20,000, i nešto na Cookovom otočju (200) i 30 na Tongi. Anglo-Novozelanđana ima 70, nadalje 10 Kineza i oko 100 pripadnika s drugih pacifičkih otoka.  Niue 2006. ima svega 1,400 duša, prema UN-ovoj procjeni, dok CIA World Factbook, daje podatke o 2,166 stanovnika (za srpanj 2006; Niue Population)

## Povijest
Niue su naselili Polinežani s Tonge, Samoe i Cookovih otoka. Kako kasnije gotovo da nisu imali više kontakte sa susjednim otocima, razvijao se samostalno. To se ogleda u velikim razlikama između jezika i kulture susjednih otoka i Nuie.
Na otok je prvi došao James Cook 1774. Zbog neprijateljski raspoloženog domaćeg stanovništva nije pristao, a otoku je dao ime Otok divljaka. 
Oko 1846. su engleski misionari obratili na kršćanstvo veći dio stanovništva. 
Od 20. travnja 1900. do 11. lipnja 1901. Niue je bio dio Britanskih zapadnopacifičkih područja. 
11. lipnja 1901. je Novi Zeland anektirao Niue kao dio Cookovog otočja. 1904. se Niue odvojio od Cookovih otoka. 1974. je sklopljen ugovor o pridruživanju Novom Zelandu.
Ciklon Heta je 6. siječnja 2004. teško opustošio ovaj pacifički otok. Jedna je osoba poginula, a 200 otočana je ostalo bez krova nad glavom.

## Vanjske poveznice
- The Official Website of the People of Niue  Arhivirana inačica izvorne stranice od 5. lipnja 2010. (Wayback Machine)
- Electionworld file on Niue  Arhivirana inačica izvorne stranice od 4. listopada 2006. (Wayback Machine)
- History of Niue
- Internet Users Society Niue site
- Map of Niue  Arhivirana inačica izvorne stranice od 13. prosinca 2005. (Wayback Machine)
- Internet Users Society of Niue
- Niuean Government site
- Niue National Telecommunications Policy 2003  Arhivirana inačica izvorne stranice od 7. siječnja 2006. (Wayback Machine)
- .nu domain name registry site  Arhivirana inačica izvorne stranice od 2. listopada 2006. (Wayback Machine)
- Register article which mentions the impact of the cyclone
- World Factbook entry on Niue  Arhivirana inačica izvorne stranice od 11. siječnja 2006. (Wayback Machine)
- Environment Department  Arhivirana inačica izvorne stranice od 24. srpnja 2021. (Wayback Machine)